# 24-Stunden-Rennen von Le Mans 1964

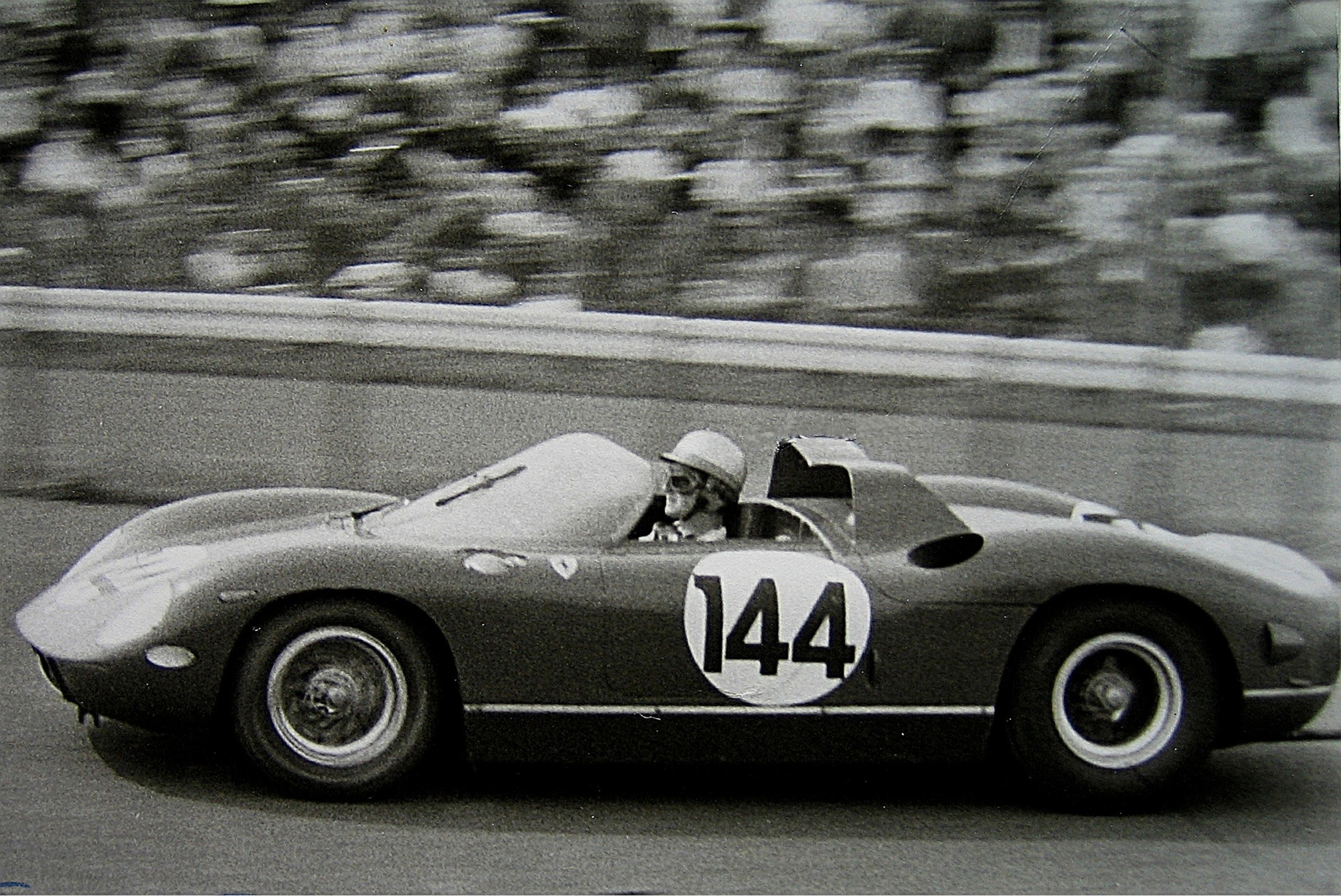
Ein Ferrari 275P, hier beim 1000-km-Rennen auf dem Nürburgring 1964, am Steuer Ludovico Scarfiotti. In Le Mans siegten Nino Vaccarella und Jean Guichet auf einem 275P und verfehlten dabei die Gesamtdistanz von 5000 Kilometer nur um knapp 4000 Meter

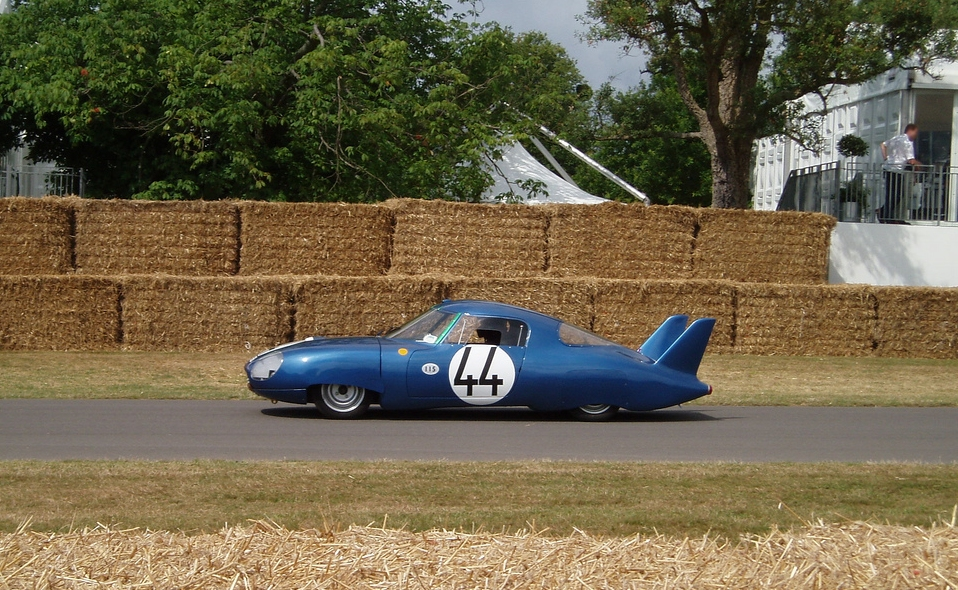
Der Werks-CD3 mit der Originalstartnummer 44, hier beim Goodwood Festival of Speed 2006. Alain Bertaut und André Guilhaudin fielen beim Rennen mit diesem Rennwagen nach 77 gefahrenen Runden mit Motorschaden aus

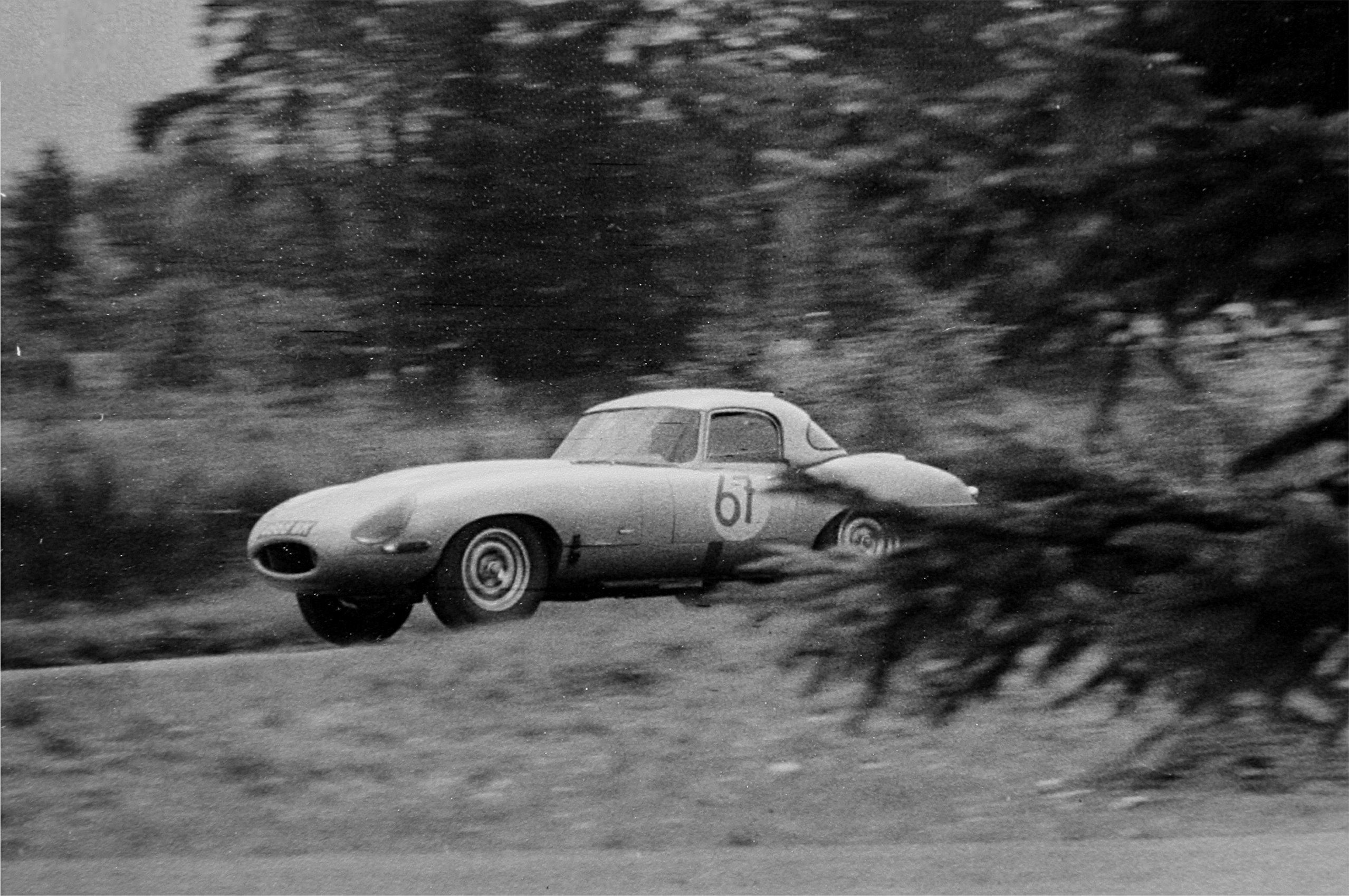
Der Jaguar E-Type Lightweight von Peter Lindner und Peter Nöcker 1963 am Nürburgring. In Le Mans waren die beiden Deutschen mit demselben Wagen am Start, fielen aber nach 149 Runden mit einem überhitzen Zylinder aus

Das 32. 24-Stunden-Rennen von Le Mans, der 32e Grand Prix d’Endurance les 24 Heures du Mans, auch 24 Heures du Mans, Circuit de la Sarthe, Le Mans, fand vom 20. bis 21. Juni 1964 auf dem Circuit des 24 Heures statt.

## Das Rennen
Große Attraktion des Rennens waren die drei Ford GT40 der Ford Motor Company. Eric Broadley hatte in englischen Slough diesen neuen US-amerikanischen Sportwagen entwickelt. Das Rennprogramm wurde von John Wyer geleitet, der 1959 als Rennleiter von Aston Martin Roy Salvadori und Carroll Shelby zum Gesamtsieg geführt hatte. Beim Testwochenende im April musste Ford jedoch einen schweren Rückschlag hinnehmen: Sowohl Roy Salvadori, als auch Jo Schlesser hatten schwere Unfälle, weil die Fahrzeuge auf den schnellen Geraden völlig instabil wurden. Bis zum Rennen im Juni wurde das Konzept jedoch überarbeitet und die GT40 erhielten mehr Abtrieb.
Im Training waren jedoch die Werks-Ferrari die Schnellsten. John Surtees fuhr im Ferrari 330P die schnellste bisher in Le Mans erzielte Rundenzeit. Die Werkswagen aus Maranello übernahmen auch nach dem Start die Führung im Rennen, der neue Ferrari 250LM, den David Piper für das North American Racing Team fuhr, blieb jedoch schon in der ersten Runde mit einem Defekt an der Ölpumpe liegen. Nach einer Rennstunde ging erstmals ein Ford in Führung, als sich Masten Gregory an die Spitze setzte. In der Nacht fielen aber alle Ford mit technischen Defekten aus. Auch Ferrari verlor noch vor Mitternacht zwei 275P durch Ausfälle.

### Tragik vor der Indianapolis
Bei Einbruch der Dunkelheit hatte der AC-Cars-Werkspilot Peter Bolton auf der schnellen Passage zwischen der Mulsanne- und der Indianapolis-Kurve einen Unfall. Der AC Cobra kollidierte nach einem Getriebeschaden mit dem Ferrari 275P von Giancarlo Baghetti. Beide Wagen rutschten dabei in eine Auslaufzone, die für Zuschauer gesperrt war. Drei Personen waren aber über die Barriere gestiegen und wurden vom sich drehenden Rennwagen getroffen. Alle drei starben noch an der Unfallstelle. Zu diesem Zeitpunkt war der Maserati Tipo 151 mit Maurice Trintignant am Steuer bis auf den dritten Gesamtrang vorgefahren. Wenig später stoppte ihn eine defekte Elektrik.
Nachdem John Surtees und Lorenzo Bandini ihre Führung nach Problemen mit der Benzinzufuhr und einem daraus folgenden langen Boxenstopp verloren hatten, war der Weg frei für den Gesamtsieg von Nino Vaccarella und Jean Guichet im Werks-Ferrari 275P. Es war der erste Fahrersieg für Frankreich seit 1954.
Eine Kuriosität ereignete sich im Fahrzeug von Tony Maggs: Um die Vergaser des 12-Zylinder-Motors im Ferrari 250 GTO zu kühlen, wurde Eis verwendet. Einige Teile davon fielen in das Cockpit und verklemmten sich zwischen den Pedalen. Dadurch zog sich Maggs im Juni leichte Erfrierungen an den Füßen zu.

## Ergebnisse

### Piloten nach Nationen
| 37 Franzosen | 25 Briten      | 11 Italiener   | 10 US-Amerikaner | 7 Deutsche |
| 6 Belgier    | 4 Schweizer    | 3 Niederländer | 2 Neuseeländer   | 1 Ire      |
| 1 Mexikaner  | 1 Österreicher | 1 Südafrikaner | 1 Schwede        |            |

### Schlussklassement
| Pos.            | Klasse   | Nr. | Team                            | Fahrer                                                      | Chassis                      | Motor                            | Reifen | Runden |
| --------------- | -------- | --- | ------------------------------- | ----------------------------------------------------------- | ---------------------------- | -------------------------------- | ------ | ------ |
| 1               | P 5.0    | 20  | SpA Ferrari SEFAC               | Jean Guichet Nino Vaccarella                                | Ferrari 275P                 | Ferrari 3.3L V12                 | D      | 349    |
| 2               | P 5.0    | 14  | Maranello Concessionaires       | Graham Hill Joakim Bonnier                                  | Ferrari 330P                 | Ferrari 4.0L V12                 | D      | 344    |
| 3               | P 5.0    | 19  | SpA Ferrari SEFAC               | John Surtees Lorenzo Bandini                                | Ferrari 330P                 | Ferrari 4.0L V12                 | D      | 337    |
| 4               | GT + 3.0 | 5   | Shelby-American Inc.            | Dan Gurney Bob Bondurant                                    | Shelby Cobra Daytona         | Ford 4.7L V8                     | G      | 334    |
| 5               | GT 3.0   | 24  | Ecurie Nationale Belge          | Lucien Bianchi Jean Blaton                                  | Ferrari 250 GTO              | Ferrari 3.0L V12                 | D      | 333    |
| 6               | GT 3.0   | 25  | Maranello Concessionaires       | Innes Ireland Tony Maggs                                    | Ferrari 250 GTO              | Ferrari 3.0L V12                 | D      | 328    |
| 7               | GT 2.0   | 34  | Auguste Veuillet                | Robert Buchet Guy Ligier                                    | Porsche 904/4 GTS            | Porsche 2.0L Flat-4              | D      | 323    |
| 8               | GT 2.0   | 33  | Racing Team Holland             | Ben Pon Henk van Zalinge                                    | Porsche 904/4 GTS            | Porsche 2.0L Flat-4              | D      | 319    |
| 9               | GT 3.0   | 27  | North American Racing Team      | Fernand Tavano Bob Grossman                                 | Ferrari 250 GTO              | Ferrari 3.0L V12                 | D      | 315    |
| 10              | GT 2.0   | 31  | Porsche System Engineering      | Gerhard Koch Heinz Schiller                                 | Porsche 904/4 GTS            | Porsche 2.0L Flat-4              | D      | 315    |
| 11              | GT 2.0   | 35  | Scuderia Filipinetti            | Herbert Müller Jean Sage                                    | Porsche 904/4 GTS            | Porsche 2.0L Flat-4              | D      | 309    |
| 12              | GT 2.0   | 32  | Jacques Dewez                   | Jacques Dewez Jean Kerguen                                  | Porsche 904/4 GTS            | Porsche 2.0L Flat-4              |        | 308    |
| 13              | GT 1.6   | 57  | Scuderia St. Ambroeus           | Roberto Bussinello Bruno Deserti                            | Alfa Romeo Giulia TZ         | Alfa Romeo 1.6L I4               | D      | 307    |
| 14              | P + 5.0  | 1   | Auguste Veuillet                | Pierre Noblet Edgar Berney                                  | Iso Grifo A3C                | Chevrolet 5.4L V8                | D      | 307    |
| 15              | GT 1.6   | 41  | Scuderia St. Ambroeus           | Giampiero Biscaldi Giancarlo Sala                           | Alfa Romeo Giulia TZ         | Alfa Romeo 1.6L I4               | D      | 305    |
| 16              | P 5.0    | 23  | Ecurie Nationale Belge          | Pierre Dumay Gérard Langlois van Ophem                      | Ferrari 250LM                | Ferrari 3.3L V12                 | D      | 298    |
| 17              | P 3.0    | 46  | Société des Automobiles Alpine  | Roger Delageneste Henry Morrogh                             | Alpine M64                   | Renault-Gordini 1.1L I4          | D      | 292    |
| 18              | GT + 3.0 | 64  | Société Chardonnet              | Régis Fraissinet Jean de Mortemart                          | AC Cobra                     | Ford 4.7L V8                     | D      | 289    |
| 19              | GT 2.0   | 37  | British Motor Corporation       | Paddy Hopkirk Andrew Hedges                                 | MG MGB Hardtop               | MG 1.8L I4                       | D      | 287    |
| 20              | P 3.0    | 59  | Société des Automobiles Alpine  | Roger Masson Teodoro Zeccoli                                | Alpine M63                   | Renault-Gordini 1.0L I4          | D      | 284    |
| 21              | P 3.0    | 50  | Standard Triumph Motor Company  | David Hobbs Rob Slotemaker                                  | Triumph Spitfire             | Triumph 1.1L I4                  | D      | 272    |
| 22              | GT 1.3   | 43  | Team Elite '62                  | Clive Hunt John Wagstaff                                    | Lotus Elite Mk14             | Coventry Climax 1.2L I4          | D      | 266    |
| 23              | GT 1.3   | 52  | Société Automobiles René Bonnet | Philippe Farjon Serge Lelong                                | René Bonnet Aérodjet         | Renault-Gordini 1.1L I4          | D      | 260    |
| 24              | P 3.0    | 53  | Donald Healey Motor Company     | Clive Baker William Bradley                                 | Austin-Healey Sprite Sebring | BMC 1.1L I4                      | D      | 257    |
| Nicht klassiert |          |     |                                 |                                                             |                              |                                  |        |        |
| 25              | P 3.0    | 47  | Société des Automobiles Alpine  | Mauro Bianchi Jean Vinatier                                 | Alpine M63                   | Renault-Gordini 1.0L I4          | D      | 230    |
| Disqualifiziert |          |     |                                 |                                                             |                              |                                  |        |        |
| 26              | GT + 3.0 | 18  | Michael Salmon                  | Mike Salmon Peter Sutcliffe                                 | Aston Martin DP214           | Aston Martin 3.7L I6             | D      | 235    |
| 27              | GT + 3.0 | 6   | Briggs S. Cunningham            | Chris Amon Jochen Neerpasch                                 | Shelby Cobra Daytona         | Ford 4.7L V8                     | G      | 131    |
| Ausgefallen     |          |     |                                 |                                                             |                              |                                  |        |        |
| 28              | P 3.0    | 30  | Porsche System Engineering      | Colin Davis Gerhard Mitter                                  | Porsche 904/8                | Porsche 2.0L Flat-8              | D      | 244    |
| 29              | P 3.0    | 48  | Société Automobiles René Bonnet | Robert Bouharde Michel de Bourbon-Parma                     | René Bonnet Aérodjet         | Renault-Gordini 1.1L I4          | D      | 216    |
| 30              | P 5.0    | 10  | Ford Motor Company              | Phil Hill Bruce McLaren                                     | Ford GT40 Mk.I               | Ford 4.2L V8                     | D      | 192    |
| 31              | GT + 3.0 | 16  | Peter Lindner                   | Peter Lindner Peter Nöcker                                  | Jaguar E-Type Lightweight    | Jaguar 3.8L I6                   | D      | 149    |
| 32              | P 3.0    | 65  | Standard Triumph Motor Company  | Jean-François Piot Jean-Louis Marnat                        | Triumph Spitfire             | Triumph 1.1L I4                  | D      | 140    |
| 33              | P 3.0    | 29  | Porsche System Engineering      | Edgar Barth Herbert Linge                                   | Porsche 904/8                | Porsche 2.0L Flat-8              | D      | 139    |
| 34              | P 3.0    | 54  | Société des Automobile Alpine   | Philippe Vidal Henri Grandsire                              | Alpine M64                   | Renault-Gordini 1.1L I4          | D      | 133    |
| 35              | P 3.0    | 45  | S.E.C.A. CD                     | Pierre Lelong Guy Verrier                                   | CD LM 64                     | Panhard 1.2L Supercharged Flat-2 | M      | 124    |
| 36              | GT + 3.0 | 9   | Rootes Group                    | Peter Procter Jimmy Blumer                                  | Sunbeam Tiger Thunderbolt    | Ford 4.3L V8                     | D      | 118    |
| 37              | GT 3.0   | 26  | North American Racing Team      | Ed Hugus José Rosinski                                      | Ferrari 250 GTO              | Ferrari 3.0L V12                 | G      | 114    |
| 38              | P 5.0    | 2   | Maserati France                 | André Simon Maurice Trintignant                             | Maserati Tipo 151            | Maserati 4.9L V8                 | D      | 99     |
| 39              | GT + 3.0 | 17  | Peter Sargent                   | Peter Sargent Peter Lumsden                                 | Jaguar E-Type Lightweight    | Jaguar 3.8L I6                   | D      | 80     |
| 40              | P 3.0    | 44  | S.E.C.A. CD                     | Alain Bertaut André Guilhaudin                              | CD LM 64                     | Panhard 1.2L Supercharged Flat-2 | M      | 77     |
| 41              | GT + 3.0 | 3   | AC Cars Ltd.                    | Peter Bolton Jack Sears                                     | AC Cobra Coupe               | Ford 4.7L V8                     | D      | 77     |
| 42              | P 5.0    | 21  | SpA Ferrari SEFAC               | Mike Parkes Ludovico Scarfiotti                             | Ferrari 275P                 | Ferrari 3.3L V12                 | D      | 71     |
| 43              | P 5.0    | 22  | SpA Ferrari SEFAC               | Giancarlo Baghetti Umberto Maglioli                         | Ferrari 275P                 | Ferrari 3.3L V12                 | D      | 69     |
| 44              | P 5.0    | 11  | Ford Motor Company              | Richie Ginther Masten Gregory                               | Ford GT40 Mk.I               | Ford 4.2L V8                     | D      | 63     |
| 45              | P 3.0    | 56  | Société Automobiles René Bonnet | Pierre Monneret Jean-Claude Rudaz                           | René Bonnet Aérodjet         | Renault-Gordini 1.0L I4          | D      | 62     |
| 46              | P 5.0    | 15  | North American Racing Team      | Pedro Rodríguez Skip Hudson                                 | Ferrari 330P                 | Ferrari 4.0L V12                 | D      | 58     |
| 47              | P 5.0    | 12  | Ford Motor Company              | Richard Attwood Jo Schlesser                                | Ford GT40 Mk.I               | Ford 4.2L V8                     | D      | 58     |
| 48              | P 3.0    | 55  | Société Automobiles René Bonnet | Jean-Pierre Beltoise Gérard Laureau                         | René Bonnet Aérodjet         | Renault-Gordini 1.1L I4          | D      | 54     |
| 49              | GT 1.6   | 40  | Scuderia St. Ambroeus           | Fernand Masoreo Jean Rolland                                | Alfa Romeo Giulia TZ         | Alfa Romeo 1.6L I4               | D      | 47     |
| 50              | P 3.0    | 60  | Société Automobiles René Bonnet | Bruno Basini Roland Charrière                               | René Bonnet RB5              | Renault-Gordini 1.2L I4          | D      | 44     |
| 51              | GT + 3.0 | 8   | Rootes Group                    | Claude Dubois Keith Ballisat                                | Sunbeam Tiger Thunderbolt    | Ford 4.3L V8                     | D      | 37     |
| 52              | P 3.0    | 49  | Standard Triumph Motor Company  | Mike Rothschild Bob Tullius                                 | Triumph Spitfire             | Triumph 1.1L I4                  | D      | 23     |
| 53              | P 3.0    | 42  | Lawrence Tune Engineering       | Chris Lawrence Gordon Spice                                 | Deep Sanderson 301           | BMC 1.3L I4                      | D      | 13     |
| 54              | GT 1.6   | 38  | Royal Elysées                   | René Richard Pierre Gele                                    | Lotus Elan                   | Lotus 1.6L I4                    | D      | 7      |
| 55              | P 5.0    | 58  | North American Racing Team      | David Piper Jochen Rindt                                    | Ferrari 250LM                | Ferrari 3.3L V12                 | D      | 1      |
| Nicht gestartet |          |     |                                 |                                                             |                              |                                  |        |        |
| 56              | P 1.6    | 66  | Lawrence Tune Engineering       | Chris Spender Gordon Spice Eamon Donnelly Hugh Braithwaithe | Deep Sanderson 301           | BMC 1.5L I4                      |        | 1      |
| 57              | GT 2.0   | 36  | Jean-Claude Mosnier             | André de Cortanze Jean-Claude Mosnier                       | Porsche 904 GTS              | Porsche 2.0L Flat-4              | D      | 2      |
| 58              | GT 1.3   | 51  | Société Automobiles Alpine      | Jacques Féret Pierre Orsini Jacques Cheinisse               | Alpine M65                   | Renault 1.3L I4                  |        | 3      |
| Reserve         |          |     |                                 |                                                             |                              |                                  |        |        |
| 59              | GT 1.6   | 67  | Roland J. Lutz                  | Ronald Lutz Richard O’Steen                                 | Elva Courier                 |                                  |        | 4      |

1 Unfall im Training
2 Unfall im Training
3 Unfall im Training
4 Reserve

### Nur in der Meldeliste
Hier finden sich Teams, Fahrer und Fahrzeuge die ursprünglich für das Rennen gemeldet waren, aber aus den unterschiedlichsten Gründen daran nicht teilnahmen.
| Pos. | Klasse | Nr. | Team                           | Fahrer                                            | Chassis                      | Motor                   | Reifen |
| ---- | ------ | --- | ------------------------------ | ------------------------------------------------- | ---------------------------- | ----------------------- | ------ |
| 60   | GT     | 62  | Racing Team Holland            | Carel Godin de Beaufort Gerhard Mitter Guy Ligier | Porsche 904 GTS              | Porsche 2.0L Flat-4     |        |
| 61   | GT     | 63  | Andres Chardonnet              | Lloyd Casner Jean Vincent                         | AC Cobra                     | Ford 4.7L V8            |        |
| 62   | GT     | 7   | Ed Hugus                       | Ed Hugus                                          | Shelby Cobra Daytona         | Ford 4.7L V8            |        |
| 63   | GT     | 4   | Shelby-American Inc.           | Ken Miles Bob Holbert                             | Shelby Cobra Daytona         | Ford 4.7L V8            |        |
| 64   | P      | 51  | Société des Automobiles Alpine | Mauro Bianchi                                     | Alpine M64                   | Renault-Gordini 1.1L I4 |        |
| 65   | P      | 34  | Abarth Corse & Cie             |                                                   | Abarth 2000GT                | Simca 2.0L V4           |        |
| 66   | GT     | 39  | Ian Walker Racing Team         |                                                   | Lotus Elan 26R               | Lotus 1.6L I4           |        |
| 67   | P      | 41  | Abarth Corse & Cie             |                                                   | Abarth 1300S                 |                         |        |
| 68   | P      | 56  | Abarth Corse & Cie             |                                                   | Fiat-Abarth 1000SP           |                         |        |
| 69   | P      |     | Stirling Moss Auto Racing Team | John Whitmore Hugh Dibley Lloyd Casner            | Porsche 904                  | Porsche 2.0L Flat-4     |        |
| 70   | P      | 26  | Owen Racing Organisation       | Graham Hill Richie Ginther                        | Rover-B.R.M.                 | Rover 2.0L Gasturbine   |        |
| 71   |        |     |                                |                                                   | Chevrolet Corvette           |                         |        |
| 72   |        |     |                                |                                                   | Chevrolet Corvette           |                         |        |
| 73   | GT     | 34  | Abarth Corse & Cie             |                                                   | Abarth 2000                  | Simca 2.0L V4           |        |
| 74   |        |     | Dick Jacobs                    |                                                   | MG Midget                    |                         |        |
| 75   |        |     | Dick Jacobs                    |                                                   | MG Midget                    |                         |        |
| 76   | GT     |     |                                |                                                   | Marcos                       | Volvo 1.8L V4           |        |
| 77   | P      | 21  | Fernand Tavano                 | Fernand Tavano                                    | Ferrari 250LM                | Ferrari 3.0L V12        |        |
| 78   | GT     | 33  | Scuderia Filipinetti           |                                                   | Porsche 904/4 GTS            | Porsche 2.0L Flat-4     |        |
| 79   | P      | 28  | Porsche System Engineering     |                                                   | Porsche 904/8                | Porsche 2.0L Flat-8     |        |
| 80   | P      | 24  | North American Racing Team     |                                                   | Ferrari 250LM                | Ferrari 3.3L V12        |        |
| 81   | P      | 61  | Donald Healey Motor Company    |                                                   | Austin-Healey Sprite Sebring | BMC 1.3L I4             |        |
| 82   | P      | 28  | Automobili Turismo e Sport     | Teodoro Zeccoli                                   | ATS 2500GT                   |                         |        |
| 83   | GT     | 2   | Briggs S. Cunningham           | Jo Schlesser Phil Hill                            | Shelby Cobra Daytona         | Ford 4.7L V8            |        |
| 84   | GT     |     | Ecurie Francorchamps           | Pierre Dumay Gérard Langlois van Ophem            | Ferrari 250 GTO              | Ferrari 3.0L V12        |        |
| 85   |        |     | Cote                           | Jean Gretener Maurice Caillet                     | Jaguar E-Type                | Jaguar 3.8L I6          |        |
| 86   | GT     | 83  | Andres Chardonnet              | Lloyd Casner Jean Vincent                         | AC Cobra                     | Ford 4.7L V8            |        |

### Index of Performance
| Pos. | Nr. | Fahrer                                  | Chassis                      | Koeffizient | Platzierung im Gesamtklassement |
| ---- | --- | --------------------------------------- | ---------------------------- | ----------- | ------------------------------- |
| 1    | 20  | Jean Guichet Nino Vaccarella            | Ferrari 275P                 | 1.26200     | Gesamtsieg                      |
| 2    | 14  | Graham Hill Joakim Bonnier              | Ferrari 330P                 | 1.22700     | Rang 2                          |
| 3    | 34  | Robert Buchet Guy Ligier                | Porsche 904/4 GTS            | 1.22400     | Rang 7                          |
| 4    | 24  | Lucien Bianchi Jean Blaton              | Ferrari 250 GTO              | 1.21200     | Rang 5                          |
| 5=   | 59  | Roger Masson Teodoro Zeccoli            | Alpine M63                   | 1.20700     | Rang 20                         |
| 5=   | 33  | Ben Pon Henk van Zalinge                | Porsche 904/4 GTS            | 1.20700     | Rang 8                          |
| 7    | 19  | John Surtees Lorenzo Bandini            | Ferrari 330P                 | 1.20300     | Rang 3                          |
| 8    | 46  | Roger Delageneste Henry Morrogh         | Alpine M64                   | 1.20200     | Rang 17                         |
| 9    | 57  | Roberto Bussinello Alfa Romeo Giulia TZ | Alfa Romeo Giulia TZ         | 1.20000     | Rang 13                         |
| 10   | 25  | Innes Ireland Tony Maggs                | Ferrari 250 GTO              | 1.19300     | Rang 6                          |
| 11=  | 41  | Giampiero Biscaldi Giancarlo Sala       | Alfa Romeo Giulia TZ         | 1.19200     | Rang 15                         |
| 11=  | 31  | Gerhard Koch Heinz Schiller             | Porsche 904/4 GTS            | 1.19200     | Rang 10                         |
| 13   | 5   | Dan Gurney Bob Bondurant                | Shelby Cobra Daytona         | 1.18100     | Rang 4                          |
| 14   | 35  | Herbert Müller Jean Sage                | Porsche 904/4 GTS            | 1.17200     | Rang 11                         |
| 15   | 32  | Jacques Dewez Jean Kerguen              | Porsche 904/4 GTS            | 1.16800     | Rang 12                         |
| 16   | 50  | David Hobbs Rob Slotemaker              | Triumph Spitfire             | 1.12200     | Rang 21                         |
| 17   | 37  | Paddy Hopkirk Andrew Hedges             | MG MGB Hardtop               | 1.10000     | Rang 19                         |
| 18   | 43  | Clive Hunt Kohn Wagstaff                | Lotus Elite Mk14             | 1.08500     | Rang 22                         |
| 19   | 1   | Pierre Noblet Edgar Berney              | Iso Grifo A3C                | 1.07700     | Rang 14                         |
| 20   | 64  | Régis Fraissinet Jean de Mortemart      | AC Cobra                     | 1.02200     | Rang 18                         |
| 21=  | 23  | Pierre Dumay Gérard Langlois van Ophem  | Ferrari 250LM                | 1.00000     | Rang 16                         |
| 21=  | 27  | Fernand Tavano Bob Grossman             | Ferrari 250 GTO              | 1.00000     | Rang 9                          |
| 21=  | 52  | Philippe Farjon Serge Lelong            | René Bonnet Aérodjet         | 1.00000     | Rang 23                         |
| 21=  | 53  | Clive Baker William Bradley             | Austin-Healey Sprite Sebring | 1.00000     | Rang 24                         |

### Index of Thermal Efficiency
| Pos. | Nr. | Fahrer                          | Chassis              | Durchschnittsgeschwindigkeit | Fahrzeuggewicht | Liter/100 km | Koeffizient | Platzierung im Gesamtklassement |
| ---- | --- | ------------------------------- | -------------------- | ---------------------------- | --------------- | ------------ | ----------- | ------------------------------- |
| 1    | 46  | Roger Delageneste Henry Morrogh | Alpine M64           | 163,374 km/h                 | 635 kg          | 13,16        | 1.48000     | Rang 17                         |
| 2    | 59  | Roger Masson Teodoro Zeccoli    | Alpine M63           | 159,158 km/h                 | 660 kg          | 13,88        | 1.31000     | Rang 20                         |
| 3    | 20  | Jean Guichet Nino Vaccarella    | Ferrari 275P         | 195,738 km/h                 | 945 kg          | 29,80        | 1.28000     | Gesamtsieg                      |
| 4    | 35  | Herbert Müller Jean Sage        | Porsche 904/4 GTS    | 173,160 km/h                 | 772 kg          | 20,62        | 1.17000     | Rang 11                         |
| 5    | 33  | Ben Pon Henk van Zalinge        | Porsche 904/4 GTS    | 178,388 km/h                 | 788 kg          | 22,63        | 1.16000     | Rang 8                          |
| 6    | 24  | Lucien Bianchi Jean Blaton      | Ferrari 250 GTO      | 186,308 km/h                 | 1100 kg         | 30,06        | 1.15000     | Rang 5                          |
| 7=   | 52  | Philippe Farjon Serge Lelong    | René Bonnet Aérodjet | 145,697 km/h                 | 660 kg          | 12,81        | 1.12000     | Rang 23                         |
| 7=   | 34  | Robert Buchet Guy Ligier        | Porsche 904/4 GTS    | 181,025 km/h                 | 780 kg          | 24,42        | 1.12000     | Rang 7                          |
| 9=   | 25  | Innes Ireland Tony Maggs        | Ferrari 250 GTO      | 183,484 km/h                 | 1083 kg         | 30,72        | 1.08000     | Rang 6                          |
| 9=   | 31  | Gerhard Koch Heinz Schiller     | Porsche 904/4 GTS    | 176,147 km/h                 | 771 kg          | 23,42        | 1.08000     | Rang 10                         |

### Klassensieger
| Klasse                      | Fahrer            | Fahrer          | Fahrzeug             | Platzierung im Gesamtklassement |
| --------------------------- | ----------------- | --------------- | -------------------- | ------------------------------- |
| Index of Performance        | Jean Guichet      | Nino Vaccarella | Ferrari 275P         | Gesamtsieg                      |
| Index of Thermal Efficiency | Roger Delageneste | Henry Morrogh   | Alpine M64           | Rang 17                         |
| Prototyp über 5001 cm³      | Pierre Noblet     | Edgar Berney    | Iso Grifo A3C        | Rang 14                         |
| Prototyp 3001–4000 cm³      | Jean Guichet      | Nino Vaccarella | Ferrari 275P         | Gesamtsieg                      |
| Prototyp 1001–1150 cm³      | Roger Delageneste | Henry Morrogh   | Alpine M64           | Rang 17                         |
| GT 4001–5000 cm³            | Dan Gurney        | Bob Bondurant   | Shelby Cobra Daytona | Rang 4                          |
| GT 2001–3000 cm³            | Lucien Bianchi    | Jean Blaton     | Ferrari 250 GTO      | Rang 5                          |
| GT 1601–2000 cm³            | Robert Buchet     | Guy Ligier      | Porsche 904/4 GTS    | Rang 7                          |
| GT 1301–1600 cm³            | Roberto Businello | Bruno Derserti  | Alfa Romeo Giulia TZ | Rang 13                         |
| GT 1151–1300 cm³            | Clive Hunt        | John Wagstoff   | Lotus Elite Mk14     | Rang 22                         |
| GT 1001–1150 cm³            | Philippe Farjon   | Serge Lelong    | René Bonnet Aérodjet | Rang 23                         |

### Renndaten
- Gemeldet: 86
- Gestartet: 55
- Gewertet: 24
- Rennklassen: 11
- Zuschauer: 350.000
- Ehrenstarter des Rennens: Paul Alfons von Metternich-Winneburg, Vizepräsident der Fédération Internationale de l’Automobile
- Wetter am Rennwochenende: kalt und trocken
- Streckenlänge: 13,461 km
- Fahrzeit des Siegerteams: 24:00:00,000 Stunden
- Gesamtrunden des Siegerteams: 349
- Gesamtdistanz des Siegerteams: 4695,310 km
- Siegerschnitt: 195,638 km/h
- Pole Position: John Surtees – Ferrari 330P (#19) – 3:42,000 = 218,216 km/h
- Schnellste Rennrunde: Phil Hill – Ford GT40 Mk I. (#10) – 3:49,200 = 211,429 km/h
- Rennserie: 9. Lauf zur Sportwagen-Weltmeisterschaft 1964